# 30 ROCK/サーティー・ロック
『30 ROCK』（読み:サーティー・ロック）は、2006年から2013年までアメリカ・NBCで放送された1話30分（7シーズン・全138話）のテレビドラマ（シチュエーション・コメディ）。
アメリカ情勢・同性愛・人種問題等の社会風刺やブラックユーモア、アメリカテレビ業界ネタなどが多く盛り込まれているのが特徴。

## 物語
舞台はニューヨーク、マンハッタン5番街に位置するロックフェラープラザ30番(30 Rockefeller Plaza)にスタジオを持つテレビ局。架空のテレビ番組の制作舞台裏の日常を放送作家のリズ・レモンを中心に描く。

### サタデー・ナイト・ライブとの関係
本作の舞台となる番組は本作と同じくNBCが制作する生放送の長寿コメディ番組「サタデー・ナイト・ライブ（SNL）」をオマージュしたものである。
本作のメインキャストであるフェイとモーガンはSNLの元レギュラーキャスト（フェイはキャストであると同時に番組のヘッドライターでもあった）である。また、同じく本作のメインキャストのボールドウィンはSNLのホスト起用回数の最多記録を持つ。この他ウィル・フェレル、ジミー・ファロン、フレッド・アーミセン、アンディ・サムバーグ、ビル・ヘイダー、ウィル・フォルテなど多数のSNLレギュラーキャスト経験者が本作に出演している。
実際のロックフェラープラザ30番地即ち30 Rockにはコムキャスト・ビルディングが所在し、同ビルにはNBCのスタジオが入居している。その内のひとつである「8Hスタジオ」からSNLは放送されている。

## 日本国内でのテレビ放送・DVD
日本では2010年にフジテレビNEXTとフジテレビが放送。また、シーズン3（58話）までDVDが発売されている。テレビ・DVD共に吹き替えなしの字幕のみ。2013年現在、シーズン4以降のテレビ放送・DVD発売は無い。

## 登場人物
リズ・レモン (Liz Lemon) /ティナ・フェイ
人気深夜コメディ番組「ザ・ガーリー・ショー」のヘッド・ライター。
上司や仕事仲間、放送作家チームなど、変わり者だらけの周りにいつも頭を悩ませている。
仕事は非常に優秀だが、勝気な上に恋愛には不器用で30代半ばで未だに独身。
孤独死を恐れて恋愛に焦っているが、男運はあまりよくない。
ジャック・ドナギー (Jack Donaghy) / アレック・ボールドウィン
親会社GEからNBCにやって来た新責任者。
自信家でワンマンな性格。
これまで培ってきた経験を活かそうと番組に口を出すことが多く、それに反発するリズたちスタッフと衝突することもしばしば。
リズに対しては仕事に限らず私生活にまで口を出しているが、良い友人でもある。
母や兄をはじめ家族・親戚との仲はよくないが、芸能界から政財界まで広い交友関係を持つ。
女性には非常にモテるため、離婚後もさまざまな女性と恋に落ちる。プロポーズまでは早いが、なぜか結婚には至らない。
トレイシー・ジョーダン (Tracy Jordan) / トレイシー・モーガン
ジャックが抜擢したスタンダップ・コメディ出身の黒人映画スター。
エキセントリックな行動でよくリズ達を困らせている。しかし、頭の回転は速く悪知恵には長けている。
のちに白人の大統領の子孫であることが発覚する。
ジェナ・マロニー (Jenna Maroney) / ジェーン・クラコウスキー
番組の看板女優。
リズの親友でもある。
若さと美への執念と、有名になりたい思いは人一倍。映画スターであるトレイシーの出現により自身のキャリアに危機を感じている。
根拠のない自信に満ち溢れていて、思い込みが激しいところがある。
ケネス・パーセル (Kenneth Parcell) / ジャック・マクブレイヤー
スタジオの受付兼雑用。
アメリカ南部（ジョージア州）の田舎町出身の、純粋で気の良い好青年。
トレイシーが番組に来てからは彼によくパシリにさせられているが、本人は誇りを持って「仕事」としている。
テレビ・番組を愛しており、そのためならどんなことでもするほど。なぜかゲイにモテる。
ジョシュ (Josh) / ロニー・ロス
番組の出演者。
ものまねが得意で、女性視聴者に人気がある。
ピート・ホーンバーガー (Pete Hornberger) / スコット・アツィット
番組のプロデューサー。
曲者の多い番組制作者の中でも常識人であり、リズも度々頼りにしている。
フランク・ロッシターノ (Frank Rossitano) / ジュダ・フリードランダー
放送作家。
妙なフレーズが書かれたキャップを常にかぶっている。
アダルト関連が大好きな、変わり者のオタク。
セリー (Cerie) / カトリーナ・ボウデン
アシスタント。
常に露出が多い服を着ている上、天然な性格で知らず知らずの行動が男性陣の注目を奪っている。
トゥーファー / (Toofer) キース・パウエル
放送作家。
黒人だが黒人恐怖症。
ハーバード大学を卒業した秀才だが、性格は根暗。
突飛な行動をするトレイシーを良く思っていない。
南北戦争の奴隷制を支持していた南軍の子孫だということを知り、ショックを受ける。

## エピソード
| シーズン | シーズン | 話数 | 話数 | 放送期間       | 放送期間      |
| シーズン | シーズン | 話数 | 話数 | 初回放送       | 最終回放送    |
| -------- | -------- | ---- | ---- | -------------- | ------------- |
|          | 1        | 21   | 21   | 2006年10月11日 | 2007年4月26日 |
|          | 2        | 15   | 15   | 2007年10月4日  | 2008年5月8日  |
|          | 3        | 22   | 22   | 2008年10月30日 | 2009年5月14日 |
|          | 4        | 22   | 22   | 2009年10月15日 | 2010年5月20日 |
|          | 5        | 23   | 23   | 2010年9月23日  | 2011年5月5日  |
|          | 6        | 22   | 22   | 2012年1月12日  | 2012年5月17日 |
|          | 7        | 13   | 13   | 2012年10月4日  | 2013年1月31日 |

### 第1シーズン
- 第1話 「第3の男」 - Pilot
- 第2話 「主役はどっち？」 - The Aftermath
- 第3話 「ブラインド・デート」 - Blind Date
- 第4話 「ジャックが放送作家？」 - Jack the Writer
- 第5話 「マフィン・トップ」 - Jack-Tor
- 第6話 「彼はポケベル・キング」 - Jack Meets Dennis
- 第7話 「生放送で大暴走」 - Tracy Does Conan
- 第8話 「ダメ男との決別！」 - The Break-Up
- 第9話 「ママは世界一」 - The Baby Show
- 第10話 「マロニー＆レモン」 - The Rural Juror
- 第11話 「ミステリーゾーン」 - The Head and the Hair
- 第12話 「プリンセス・ドリーム」 - Black Tie
- 第13話 「バレンタイン離婚」 - Up All Night
- 第14話 「いいボスの条件」 - The "C" Word
- 第15話 「ジェナ・バッシング」 - Hard Ball
- 第16話 「ソースアワード」 - The Source Awards
- 第17話 「リストラ・ウーマン」 - The Fighting Irish
- 第18話 「ジャックVSデヴォン」 - Fireworks
- 第19話 「愛しのフロイドスター」 - Corporate Crush
- 第20話 「クリーブランドへ行こう」 - Cleveland
- 第21話 「トレイシーを探せ！」 - Hiatus

### 第2シーズン
- 第22話 「サインフェルドヴィジョン」 - Seinfeldvision
- 第23話 「出世ゲームに勝つ方法」 - Jack Gets in the Game
- 第24話 「秘密のコレクション」 - The Collection
- 第25話 「ローズマリーに憧れて」 - Rosemary's Baby
- 第26話 「グリーンゾ登場」 - Greenzo
- 第27話 「汝の隣人を愛せよ」 - Somebody to Love
- 第28話 「クーガー女のすすめ」 - Cougars
- 第29話 「秘密と嘘」 - Secrets and Lies
- 第30話 「ファミリー・クリスマス」 - Ludachristmas
- 第31話 「ジョージア行きの夜行列車」 - Episode 210
- 第32話 「最強最悪の女」 - MILF Island
- 第33話 「地下鉄のヒーロー」 - Subway Hero
- 第34話 「死の相続ゲーム 前編」 - Succession
- 第35話 「死の相続ゲーム 後編」 - Sandwich Day
- 第36話 「新たな一歩」 - Cooter

### 第3シーズン
- 第37話 「ジャックの帰還」 - Do-Over
- 第38話 「オプラがやって来る」 - Believe in the Stars
- 第39話 「僕の大好きだった番組」 - The One with the Cast of Night Court
- 第40話 「伝説のビジネスマン」 - Gavin Volure
- 第41話 「恐怖の同窓会」 - Reunion
- 第42話 「クリスマス特番」 - Christmas Special
- 第43話 「恋愛ハンディキャップ」 - Senor Macho Solo
- 第44話 「打つべきか打たざるべきか」 - Flu Shot
- 第45話 「シックス・シグマの教え」 - Retreat to Move Forward
- 第46話 「モレダ将軍のモテ講座」 - Generalissimo
- 第47話 「魅惑のバレンタイン・デー」 - St. Valentine's Day
- 第48話 「世界の終わりは恋人と」 - Larry King
- 第49話 「レモンとジャックとヘンダスン一家」 - Goodbye, My Friend
- 第50話 「必殺ファンクッカー！」 - The Funcooker
- 第51話 「シャボン玉の世界」 - The Bubble
- 第52話 「アポロ！アポロ！」 - Apollo, Apollo
- 第53話 「ペリカン文書」 - Cutbacks
- 第54話 「マダムたちの午後」 - Jackie Jormp-Jomp
- 第55話 「選ばれし者」 - The Ones
- 第56話 「平等はつらいよ」 - The Natural Order
- 第57話 「まんまマンマ・ミーア！」 - Mamma Mia
- 第58話 「ウィ・アー・ザ・30 ＲＯＣＫ」 - Kidney Now!